# Sinful
Sinful (o Bad Publicity) è il quinto album degli Angel, pubblicato nel 1979 per l'etichetta discografica Casablanca Records.

## Il disco
Il titolo con cui venne nominato l'album in origine fu Bad Publicity, la quale copertina raffigurava i 5 membri vestiti in modo normale, contrariamente ai classici vestiti bianchi dei precedenti, mentre venivano sorpresi in un Hotel da un poliziotto durante una partita a carte accompagnati da donne e alcool. Il retro della copertina raccoglieva alcune recensioni sulla band degli anni passati. Un numero limitato di copie venne distribuito alle stazioni radio e altri media poco prima dell'imminente pubblicazione nella primavera del 1979, prima che il presidente della Casablanca Records Neil Bogart ordinasse il divieto di distribuirlo. Egli impose la distruzione di tutte le copie del disco, dichiarando che Bad Publicity avrebbe peggiorato la reputazione del gruppo e si assicurò che la copertina venisse ridisegnata e l'album venisse reintitolato con un nome meno "dannoso", ovvero Sinful.
Fortemente lodato dai critici, Sinful ebbe la sfortuna di essere stato pubblicato nello stesso periodo dell'album dei Kiss Dynasty. La vena progressive che poteva essere riconosciuta nei primi lavori, venne sempre più oscurata da un sound più diretto, e molto più orientato sul pop. Sfortunatamente, malgrado l'estrazione del singolo Don't Take Your Love, l'album non riuscì a soddisfare le speranze della band e dell'etichetta, non comparendo neanche nella classifica top 100.

## Tracce
1. Don't Take Your Love (DiMino, Giuffria, Gruffria) - 3:30
2. L.A. Lady (Meadows) - 3:44
3. Just Can't Take It (DiMino, Meadows) - 3:43
4. You Can't Buy Love (Brandt, DiMino) - 3:37
5. Bad Time (DiMino, Giuffria) - 3:40
6. Waited a Long Time (Brandt, DiMino) - 3:13
7. I'll Bring the Whole World to Your Door (DiMino, Leonetti, Meadows) - 2:53
8. I'll Never Fall in Love Again (Giuffria) - 3:33
9. Wild and Hot (Meadows) - 3:00
10. Lovers Live On (Meadows, Robinson) - 2:57

### Bonus track (remaster)
1. Virginia
2. 20th Century Foxes (Dimino, Giuffria) - 3:48

## Formazione
- Frank Dimino - voce
- Punky Meadows - chitarra
- Gregg Giuffria - tastiere, sintetizzatori
- Felix Robinson - basso, cori
- Barry Brandt - batteria, percussioni, cori